# Lucas Tousart
Lucas Tousart, né le 29 avril 1997 à Arras, est un footballeur français qui évolue au poste de milieu de terrain à l'Union Berlin.

## Biographie

### Parcours junior
Né à Arras, Lucas Tousart passe son enfance et son adolescence à Rignac dans l'Aveyron où il commence le football à l'âge de cinq ans. En 2010, à 13 ans, il intègre la section jeunes du Rodez Aveyron Football pendant 3 ans avant d'intégrer le Valenciennes FC.

### Carrière en club

#### Valenciennes FC
Lucas Tousart fait ses débuts avec Valenciennes à l'âge de 17 ans lors de la saison 2014-2015, en disputant l'intégralité de la rencontre de Coupe de France contre AS Yzeure (défaite 2-0). Quatre jours plus tard en Ligue 2, il est de nouveau titulaire et fait ses débuts au stade du Hainaut contre Tours (défaite 1-2),.
Après le départ de Bernard Casoni lors de l'intersaison, le nouveau coach David Le Frapper fait confiance à la jeunesse et lui donne beaucoup de temps de jeu. Après avoir signé un contrat de stagiaire pro, le joueur devient titulaire indiscutable jusqu'à la fin de saison, et le club se sauve lors de la dernière journée contre le Gazelec Ajaccio.

#### Olympique lyonnais

##### 2015-2016
Après des performances prometteuses dans le Hainaut, Lucas Tousart signe à l'Olympique lyonnais à l'été 2015, pour une durée de cinq ans. Le transfert est estimé à 2,5 M€. Gêné par des blessures et victime d'une forte concurrence à son poste, il dispute son premier et unique match de la saison avec l'équipe première lors de l'ultime rencontre de championnat disputée à Gerland, face à Angers le 5 décembre 2015 (défaite 0-2). Mis à la disposition de l'équipe réserve, il disputera tout de même quinze matchs en CFA et participera à la campagne de Youth League avec les moins de 19 ans, durant laquelle il jouera cinq matchs.

##### 2016-2017
Lors de la saison suivante, il dispute son premier match de Ligue des Champions en remplaçant Maxime Gonalons contre le Dinamo Zagreb.
Le jeune Lyonnais s'impose petit à petit dans l'effectif des Gones dans le 4-2-3-1 de Bruno Génésio, aux côtés de Maxime Gonalons ou de Corentin Tolisso. Le 16 février 2017, en Ligue Europa, pour son 19e match sous le maillot lyonnais, il inscrit son premier but, en ouvrant la marque face à l'AZ Alkmaar.
Le 5 avril 2017 à Metz, il délivre une passe décisive à Alexandre Lacazette sur l'ouverture du score (victoire 0-3). Deux semaines plus tard, lors de la 34e journée du championnat, sur une passe de Memphis Depay, il inscrit son premier but en Ligue 1 en réduisant la marque contre l'AS Monaco (défaite 1-2 au Parc OL).
Le 5 mai 2017, il trouve un accord avec l'Olympique lyonnais pour une prolongation de son contrat jusqu'en 2022.

##### 2017-2018
À partir de cette saison-là, il devient l'un des hommes forts de l'effectif lyonnais en étant l'un des joueurs les plus utilisés par Bruno Génésio. Aux côtés de Houssem Aouar et Tanguy Ndombele, il forme l'un des milieux les plus prometteurs d'Europe avec une moyenne d'âge de 20 ans,,,. Il s'affirme comme un des leaders de l'équipe malgré son jeune âge, notamment par le port du brassard de capitaine en l'absence de Nabil Fekir et Anthony Lopes.
À vingt et un ans, il termine la saison avec cinquante matchs au compteur, toutes compétitions confondues.

##### 2018-2019
Lors de la saison 2018-2019, il est avec Mathieu Gorgelin l'un des deux délégués syndicaux de l'UNFP au sein de l'OL.
Comme lors de la saison précédente, Lucas Tousart est titulaire d'entrée en 2018-2019. Le 26 septembre 2018 à Dijon, il reçoit le premier carton rouge de sa carrière professionnelle mais son club s'impose tout de même (0-3). Quelques jours auparavant, il était entré en jeu à l'Etihad Stadium pour une victoire historique contre Manchester City, en Ligue des champions (1-2).
Le 4 octobre 2018, peu après un nul contre le Shakhtar Donetsk (2-2), le joueur prolonge son engagement avec l'OL jusqu'en 2023. Trois jours plus tard, au Parc des Princes, il est expulsé contre le PSG (défaite 5-0).
Le 13 mars 2019, Lucas Tousart marque le premier but de sa carrière en Ligue des champions, lors du huitième de finale retour opposant le FC Barcelone à l'Olympique lyonnais. Malgré son but, son équipe perd le match sur le score de 5-1, et est éliminée de la compétition.
Parfois décrié à Lyon comme un milieu défensif manquant de finesse technique, il sait néanmoins se montrer décisif dans les grands matchs : en effet un an après son but contre Barcelone, il récidive en huitième de finale de la Ligue des Champions contre la Juventus, marquant le seul but de cette victoire 1-0 à l'aller. Tousart aura ainsi marqué ses deux buts dans la compétition continentale avec Lyon contre les deux mêmes clubs qui convoitaient le lyonnais lors de ses débuts tonitruants à l'OL.

#### Transfert au Hertha Berlin
Le 27 janvier 2020, Tousart s'engage avec le Hertha Berlin, tout en restant joueur de l'Olympique lyonnais pour le reste de la saison 2019-2020 sous forme de prêt. Prêté à Lyon jusqu'au 30 juin, Lucas Tousart ne participe ainsi pas aux deniers matchs de coupe lyonnais retardé du fait de la pandémie de Covid-19 : le club allemand a annoncé via un communiqué avoir trouvé un accord pour que le milieu défensif arrive dès le 1er juillet.

### Carrière internationale

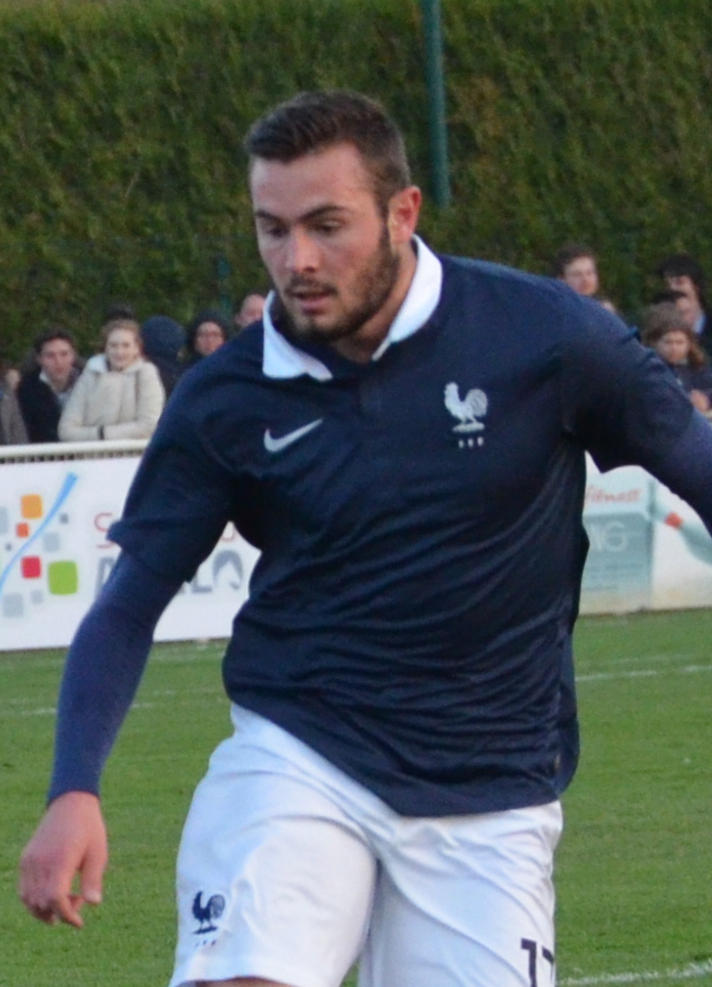
Tousart avec l'équipe de France des moins de 19 ans, en 2015.

Lucas Tousart dispute son premier match avec l'équipe de France des moins de 19 ans le 26 mars 2015 contre l'Azerbaïdjan, alors seulement âgé de 17 ans et 10 mois. Il participe la même année au championnat d'Europe en Grèce, échouant en demi-finale lors d'une défaite 2-0 contre l'Espagne. Devenu capitaine de l'équipe, il remporte l'année suivante le Championnat d'Europe de football des moins de 19 ans avec Kylian Mbappé, Amine Harit, Ludovic Blas et Jean-Kévin Augustin en battant en finale l'Italie sur le score de 4-0. Il marquera lors de cette rencontre son premier but en sélection. Actuellement il reste le joueur le plus sélectionnés des U19 avec 21 sélections.
Sélectionné une seule fois en équipe de France des moins de 20 ans pour un match amical contre le Japon, il inscrit un doublé lors de la rencontre pour une victoire finale 4-1.
Le 10 novembre 2016 à Beauvais, il dispute son premier match avec l'Équipe de France espoirs lors d'une large victoire 5-1 face à la Côte d'Ivoire.
Il est sélectionné par Sylvain Ripoll pour participer à l'Euro U21 qui a lieu en Italie en juin 2019. À la suite de l'absence de Diallo, c'est aussi lui qui hérite du brassard de capitaine pour la compétition qui verra les français se qualifier pour les Jeux olympiques au Japon.
Le 2 juillet 2021, il est retenu dans la liste des vingt-et-un joueurs français sélectionnés par Sylvain Ripoll pour disputer les Jeux olympiques d'été de 2020 qui se déroulent à l'été 2021 au Japon. Le 16 juillet, il fait ses débuts en tant que titulaire avec la sélection olympique contre la Corée du Sud en match préparatoire aux JO de Tokyo (victoire 2-1).

## Statistiques détaillées

### En club

#### Parcours senior
| Saison                | Club                    | Championnat           | Championnat | Championnat | Coupe nationale | Coupe nationale | Coupe de la Ligue | Coupe de la Ligue | Compétition(s) continentale(s) | Compétition(s) continentale(s) | Compétition(s) continentale(s) | Barrages | Barrages | Total | Total |
| Saison                | Club                    | Division              | M.          | B.          | M.              | B.              | M.                | B.                | Comp.                          | M.                             | B.                             | M.       | B.       | M.    | B.    |
| 2014-2015             | Valenciennes FC rés.    | CFA 2                 | 12          | 0           | -               | -               | -                 | -                 | -                              | -                              | -                              | -        | -        | 12    | 0     |
| 2015-2016             | Olympique lyonnais rés. | CFA                   | 15          | 1           | -               | -               | -                 | -                 | -                              | -                              | -                              | -        | -        | 15    | 1     |
| 2016-2017             | Olympique lyonnais rés. | CFA                   | 2           | 0           | -               | -               | -                 | -                 | -                              | -                              | -                              | -        | -        | 2     | 0     |
| Sous-total            | Sous-total              | Sous-total            | 17          | 1           | -               | -               | -                 | -                 | -                              | -                              | -                              | -        | -        | 17    | 1     |
| 2014-2015             | Valenciennes FC         | Ligue 2               | 17          | 0           | 1               | 0               | -                 | -                 | -                              | -                              | -                              | -        | -        | 18    | 0     |
| 2015-2016             | Valenciennes FC         | Ligue 2               | 1           | 0           | -               | -               | -                 | -                 | -                              | -                              | -                              | -        | -        | 1     | 0     |
| Sous-total            | Sous-total              | Sous-total            | 18          | 0           | 1               | 0               | -                 | -                 | -                              | -                              | -                              | -        | -        | 19    | 0     |
| 2015-2016             | Olympique lyonnais      | Ligue 1               | 1           | 0           | -               | -               | -                 | -                 | -                              | -                              | -                              | -        | -        | 1     | 0     |
| 2016-2017             | Olympique lyonnais      | Ligue 1               | 22          | 1           | 2               | 0               | 1                 | 0                 | C1+C3                          | 1+7                            | 0+1                            | -        | -        | 33    | 2     |
| 2017-2018             | Olympique lyonnais      | Ligue 1               | 37          | 0           | 4               | 0               | -                 | -                 | C3                             | 9                              | 0                              | -        | -        | 50    | 0     |
| 2018-2019             | Olympique lyonnais      | Ligue 1               | 30          | 0           | 4               | 0               | 1                 | 0                 | C1                             | 7                              | 1                              | -        | -        | 42    | 1     |
| 2019-2020             | Olympique lyonnais      | Ligue 1               | 24          | 2           | 5               | 0               | 3                 | 0                 | C1                             | 7                              | 1                              | -        | -        | 39    | 3     |
| Sous-total            | Sous-total              | Sous-total            | 114         | 3           | 15              | 0               | 5                 | 0                 | -                              | 31                             | 3                              | -        | -        | 165   | 6     |
| 2020-2021             | Hertha Berlin           | 1. Bundesliga         | 26          | 1           | 1               | 0               | -                 | -                 | -                              | -                              | -                              | -        | -        | 27    | 1     |
| 2021-2022             | Hertha Berlin           | 1. Bundesliga         | 30          | 2           | 3               | 0               | -                 | -                 | -                              | -                              | -                              | 2        | 0        | 35    | 2     |
| 2022-2023             | Hertha Berlin           | 1. Bundesliga         | 33          | 5           | 1               | 1               | -                 | -                 | -                              | -                              | -                              | -        | -        | 34    | 6     |
| Sous-total            | Sous-total              | Sous-total            | 89          | 8           | 5               | 1               | -                 | -                 | -                              | -                              | -                              | 2        | 0        | 96    | 9     |
| 2023-2024             | Union Berlin            | 1. Bundesliga         | 23          | 0           | 1               | 0               | -                 | -                 | C1                             | 5                              | 0                              | -        | -        | 29    | 0     |
| 2024-2025             | Union Berlin            | 1. Bundesliga         | 15          | 0           | 1               | 0               | -                 | -                 | C1                             | -                              | -                              | -        | -        | 16    | 0     |
| Sous-total            | Sous-total              | Sous-total            | 38          | 0           | 2               | 0               | -                 | -                 | -                              | 5                              | 0                              | -        | -        | 45    | 0     |
| Total sur la carrière | Total sur la carrière   | Total sur la carrière | 288         | 12          | 23              | 1               | 5                 | 0                 | -                              | 36                             | 3                              | 2        | 0        | 354   | 16    |

### En sélection

#### Équipes de jeunes
| Saison                | Sélection             | Campagne              | Phases finales | Phases finales | Éliminatoires | Éliminatoires | Matchs amicaux | Matchs amicaux | Total | Total |
| Saison                | Sélection             | Campagne              | M              | B              | M             | B             | M              | B              | M     | B     |
| --------------------- | --------------------- | --------------------- | -------------- | -------------- | ------------- | ------------- | -------------- | -------------- | ----- | ----- |
| 2014-2015             | France - 19 ans       | UEFA Euro 2015        | 3              | 0              | 3             | 0             | 1              | 0              | 7     | 0     |
| 2015-2016             | France - 19 ans       | UEFA Euro 2016        | 5              | 1              | 3             | 0             | 6              | 0              | 14    | 1     |
| Sous-total            | Sous-total            | Sous-total            | 8              | 1              | 6             | 0             | 7              | 0              | 21    | 1     |
| 2016-2017             | France - 20 ans       | Coupe du monde 2017   | 3              | 0              | -             | -             | 4              | 2              | 7     | 2     |
| Sous-total            | Sous-total            | Sous-total            | 3              | 0              | -             | -             | 4              | 2              | 7     | 2     |
| 2016-2017             | France Espoirs        | -                     | -              | -              | -             | -             | 2              | 0              | 2     | 0     |
| 2017-2018             | France Espoirs        | UEFA Euro 2019        | -              | -              | 7             | 0             | 2              | 0              | 9     | 0     |
| 2018-2019             | France Espoirs        | UEFA Euro 2019        | 4              | 0              | 2             | 0             | 7              | 0              | 13    | 0     |
| Sous-total            | Sous-total            | Sous-total            | 4              | 0              | 9             | 0             | 11             | 0              | 24    | 0     |
| Total sur la carrière | Total sur la carrière | Total sur la carrière | 15             | 1              | 15            | 0             | 22             | 2              | 52    | 3     |

## Palmarès

### En club
Olympique lyonnais
- Vice-champion de France en 2016.
- Eusébio Cup (Tournoi amical) en 2018.
- Emirates Cup (Tournoi amical) en 2019.

### En sélection
Équipe de France des moins de 19 ans
- Champion d'Europe en 2016.